# Conception traditionnelle du temps sur le littoral de la république du Congo

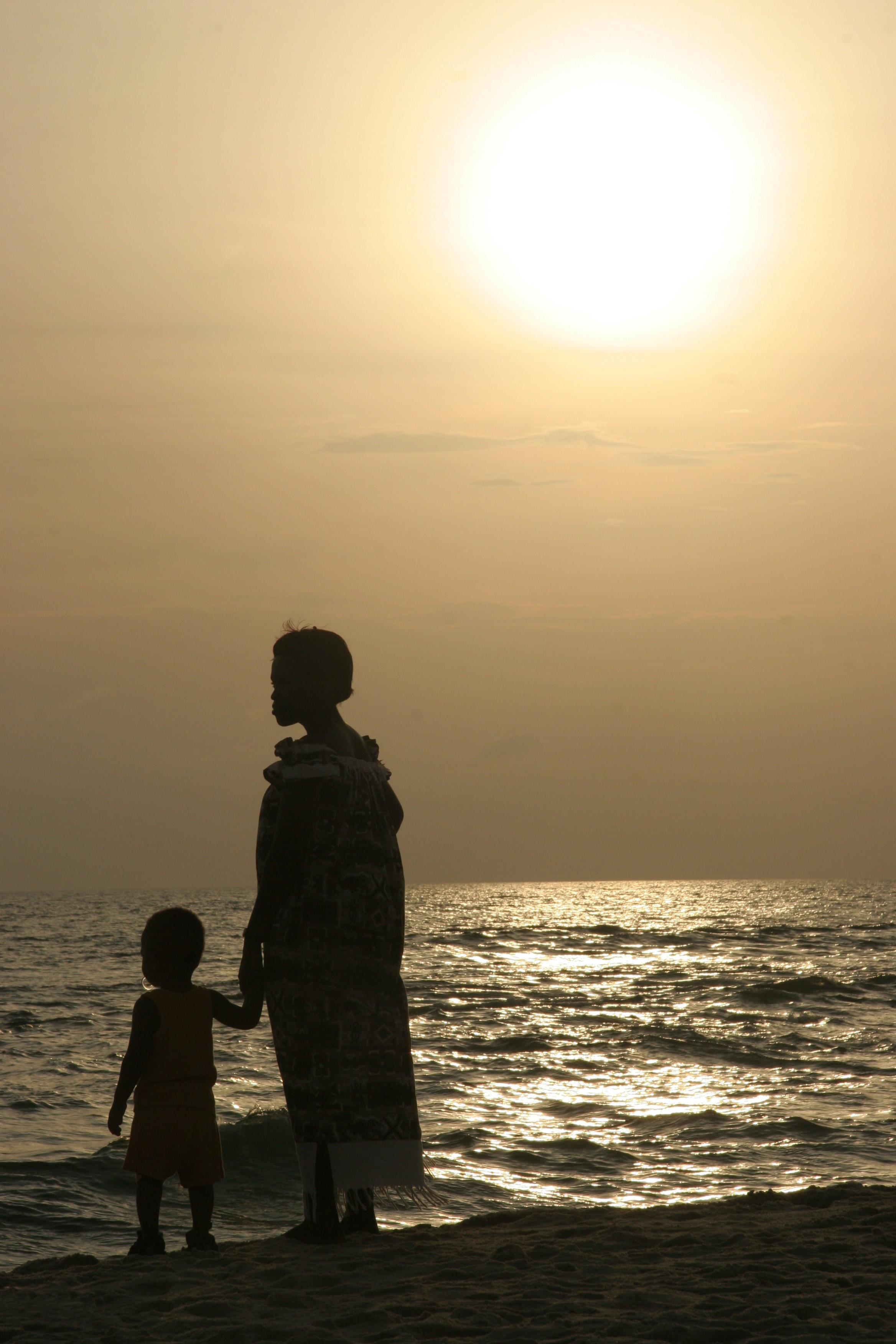
Pointe Noire - Mère et enfant au coucher du soleil

Le temps rythme la vie sociale et économique des populations du littoral de la république du Congo. Il est symbolisé par le vocable Ntangu qui désigne, en langue Vili,  le soleil, l'astre sacré.

## Les astres
Le soleil et la lune jouent un rôle prépondérant dans le système temporel vili. Ce sont les grands marqueurs de temps, les cieux leur puissante horloge.

### Le soleil
Le soleil se lève dans le massif du Mayombe à l'est. Il présente d'abord ses pieds maalu mu nta:ngu (rayons) avant d'être entièrement visible. Son ascension tout au long de la journée est appelée màsàmùnù mà ntà:ngù 
Dès l'aube, les femmes se rendent aux travaux agricoles, tandis que les hommes apprètent leurs filets de pêche pour la prise au large ; ceux qui ont passé la nuit en mer arrivent avec du poisson pour l'autoconsommation ou pour la vente.
Le zénith, le midi ou le milieu du jour est désigné par n:kumunu nta:ngu ou encore ntà:ngù mbàtà signifiant "le soleil au-dessus de la tête, au sommet du crane".
Au coucher du jour, le soleil descend derrière la mer (océan Atlantique), c'est màsindùlù mà ntà:ngù, du verbe kùsi:ndà signifiant sombrer, se noyer. On parle de masika (soir, crépuscule).
L'expression « ntà:ngù wak nlià sinkàlà », littéralement, le soleil se délecte de crabes, est une métaphore qui explique que lorsque le soleil décline, les crabes sortent de leurs terriers pour se réchauffer.
Lorsque le soleil a disparu de l'horizon, il fait nuit noire, on parle alors de " bwilu ".
Le soleil n'est pas un astre quelconque ; il a un comportement humain. Les vili ne l'idolâtrent pas, mais ils façonnent leur quotidien en se calquant sur ses mouvements.
Le soleil fournit la chaleur ou la lumière. On se trouve alors en plein jour. On parle de muni, qui désigne le monde visible et sécurisant qui nous entoure, par opposition au nimbi, le monde invisible dans lequel les sorciers dressent les pièges (mità:mbu) pour se repaître de leurs victimes.

### La lune

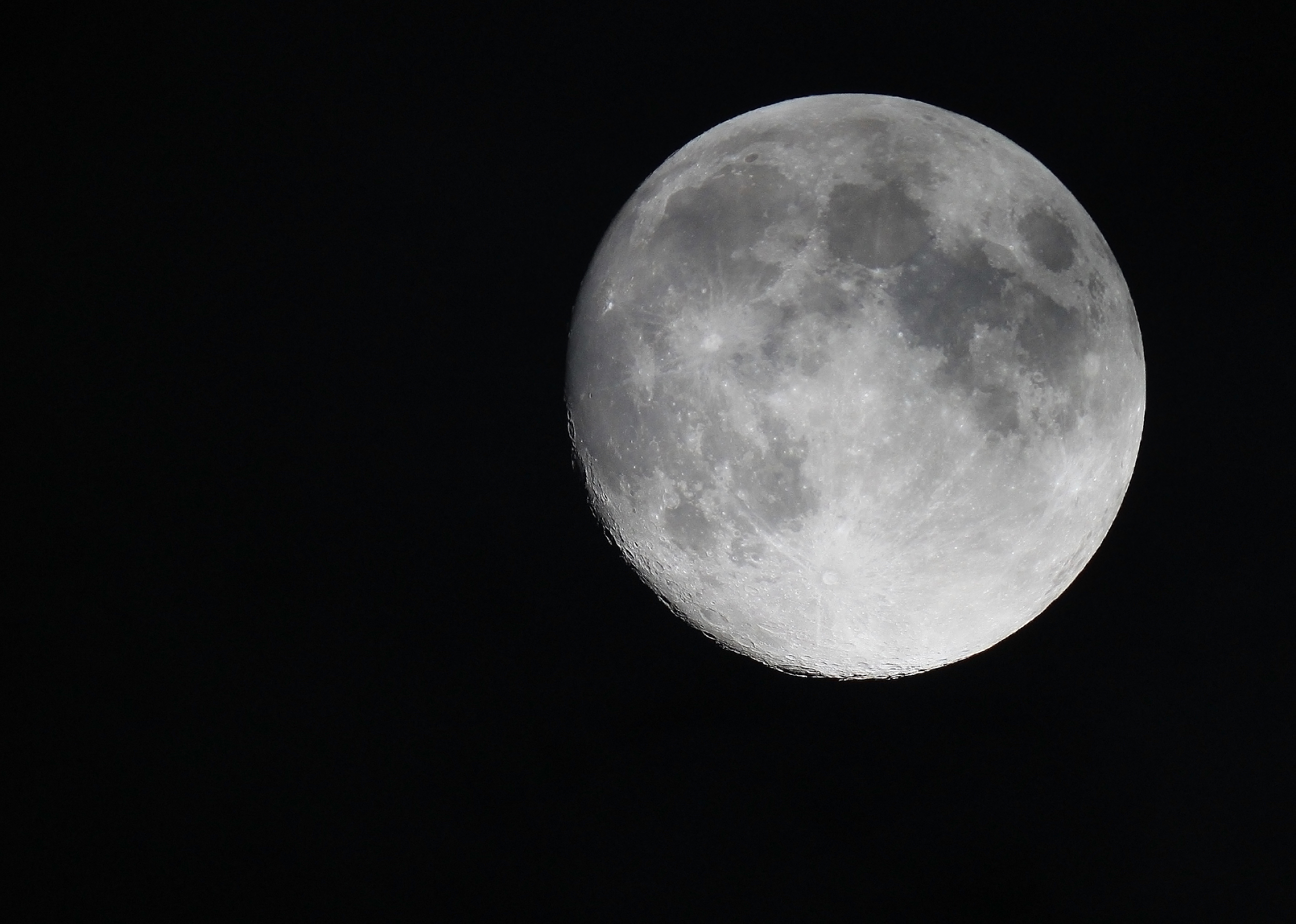
Photo de pleine lune

La lune est le symbole de la féminité, de sa fécondité et de la fertilité du sol. 
Le cycle lunaire est connu du peuple vili, de sorte qu'il se manifeste par l'analogie phonologique de certaines notions liées au temps. C'est ainsi que la lune est appelée ngo:ndi. C'est aussi le nom générique des mois et des fluides consécutifs au cycle menstruel des femmes. 
" Être en menstruation " se dit ku mbwiila, ku ngo:ndi, ou encore le verbe kubambuka. Les menstrues ont toutefois une connotation négative, de sorte qu'une femme se trouvant dans cette situation est considérée comme impure et souillée. Elle doit donc éviter tout contact avec les mâles, notamment dans les rapports intimes.
Traditionnellement, pour ce faire, elle rejoignait la " case d'à côté " (nzo nteku) ou la " case des menstruations " (nzo mbwiila). De plus, elle devait se tenir loin des lieux sacrés (tchibila ou sanctuaire), voire ne pas toucher aux engins de chasse ou de pêche. de peur de leur faire perdre de leur efficacité d'usage, et d'influer défavorablement sur les activités vitales de la communauté.
La pleine lune serait la période pendant laquelle, la femme se débarrasse du " mauvais sang ", de son " mauvais destin ".
La pleine lune est appelée n:kongolo ngo:ndi, littéralement le rond de la lune ; ou ngo:ndi wa dùka signifiant "la lune est remplie ", ou " la lune est totalement pleine ". Elle influe négativement sur la pêche et la chasse, car pendant cette période, les ressources cynégétiques et halieutiques se raréfient 
.
Le premier quartier, " tchibé:nza tsingo:ndi " (morceau de lune), annonce la période des menstrues chez les femmes.
Le clair de lune est appelé mwessi ou tchilima.
D'après la conception vili, la lune serait la mère des étoiles qui l'annoncent et l'accompagnent dans ses veillées.

### Les étoiles
L'étoile mbota, est considérée comme l'enfant de la lune, La plus grosse étoile, mbota mawula, est la première fille de la lune qu'elle précède. Lorsqu'elle devient filante, c'est le signe d'une personne atteinte dans le monde invisible. Les constellations sont formées d'étoiles portant le nom d'orphelins (bane besiane). Elles sont visbles en saison des pluies. 

## Les cours d'eau et l'océan

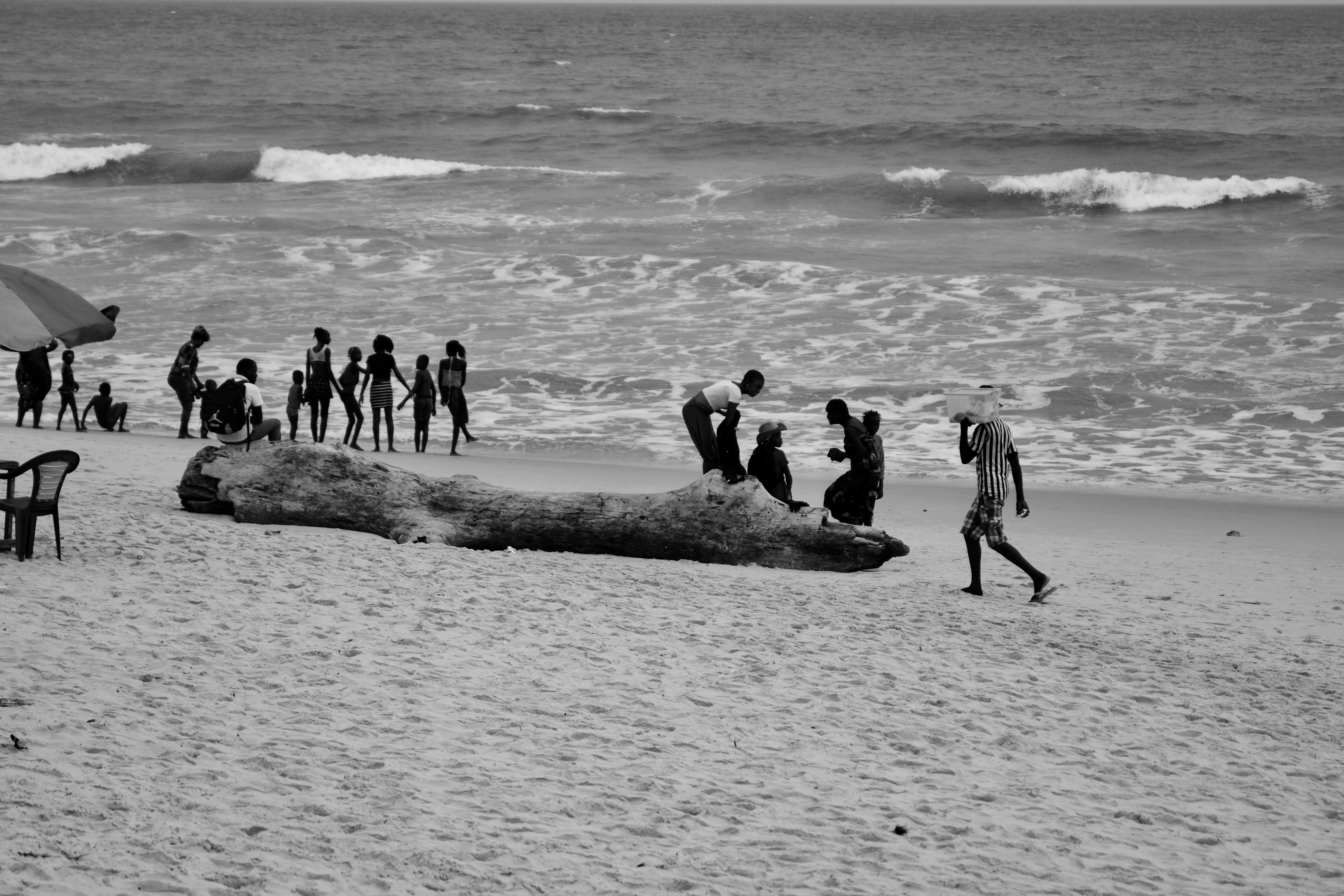
Un après-midi sur la Côte sauvage

En saison des pluies, la rivière (mwila au singulier et mila au pluriel), le fleuve (gnali) subissent une montée des eaux ou une crue (ngami). La saison sèche en revanche, se caractérise par l'étiage (mawalala), pendant laquelle, la pêche dans les lagunes et dans les embouchures des fleuves est favorable.
Deux principaux courants marins circulent sur la côte atlantique. Le premier liwawanda limasi va de Pointe-Noire à Nzambi. L'autre maku, très tenace va de Nzambi à Djeno  et dure deux à trois heures.
La mer est appelée mbu.

## Calendrier
Le calendrier vili est appelé mayeendji ou Lukatu nvu. 

### L'année
L'année appelée nvu se divise en trois périodes :
- Mawalala
- Tchisifu (saison sèche)
- Mvula (pluie)

Mawalala est une période consacrée au repos,
Tchisifu une période préparatoire, et Mvula une période évolutive ou de production. Nous avons donc une idée de progression ou de cycle entre les trois périodes; Mawalala et Tchisifu produisent Nvula. qui à son tour est devenu une cause, produisant Mawalala l'année suivante.

### Les mois
Douze mois lunaires (n'ngo:ndi), du même nom que la lune ,, sont à l'origine du calendrier vili:
- Lubikaa (Muaanda Nkasi) | Janvier
- Muaanda Nnuni | Février
- Ndolu Nkasi (souffrances femelles). Ce sont les pluies féminines, les premières pluies de faible intensité[15] | Mars
- Ndolu Nnuni (souffrances mâles). Ce sont les pluies masculines, viriles, succédant aux premières. Elles sont de plus forte intensité| Avril
- Mawalala (les pluies s'éloignent)| Mai
- Mbul masi mavolu (source d'eaux douces), la végétation se desseche | Juin
- Mbul masi ma mbu (source d'eaux de mer) | Juillet
- Mabundji mabundji (brumes, brouillard)| Août
- Kufula | (fleurir, printemps tropical) Septembre
- Kusafa (du verbe "kusafu", signifiant l'exposition ou la germination de l'arbre fruitier safoutier pruisant du safou[16].| Octobre
- Ntoombu / Nkasi mbangala (témoins femelles)| Novembre
- Nnuni mbangala (témoins mâles)| Décembre

Le cycle mensuel suit donc le cycle lunaire; les apparitions de cet astre influant sur la planète (saisons, marées) et sur l'activité humaine.

### La semaine
La semaine traditionnelle lumingu est composée de quatre jours (bilumbu, tchilumbu au singulier) , le mois comprenant entre sept et huit semaines  ,:

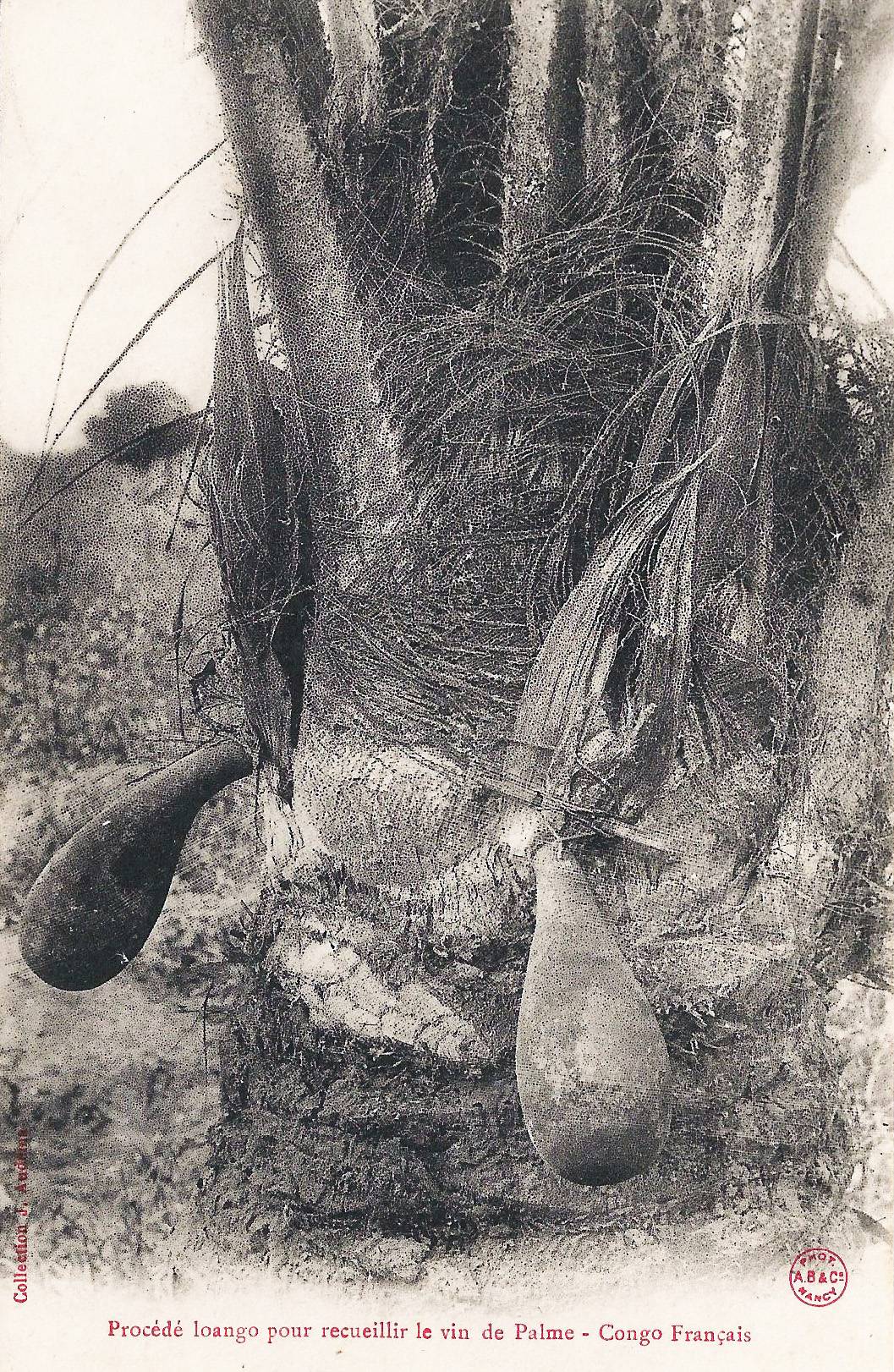
Procédé loango pour récolter le vin de palme (Congo Français) - Vers 1900

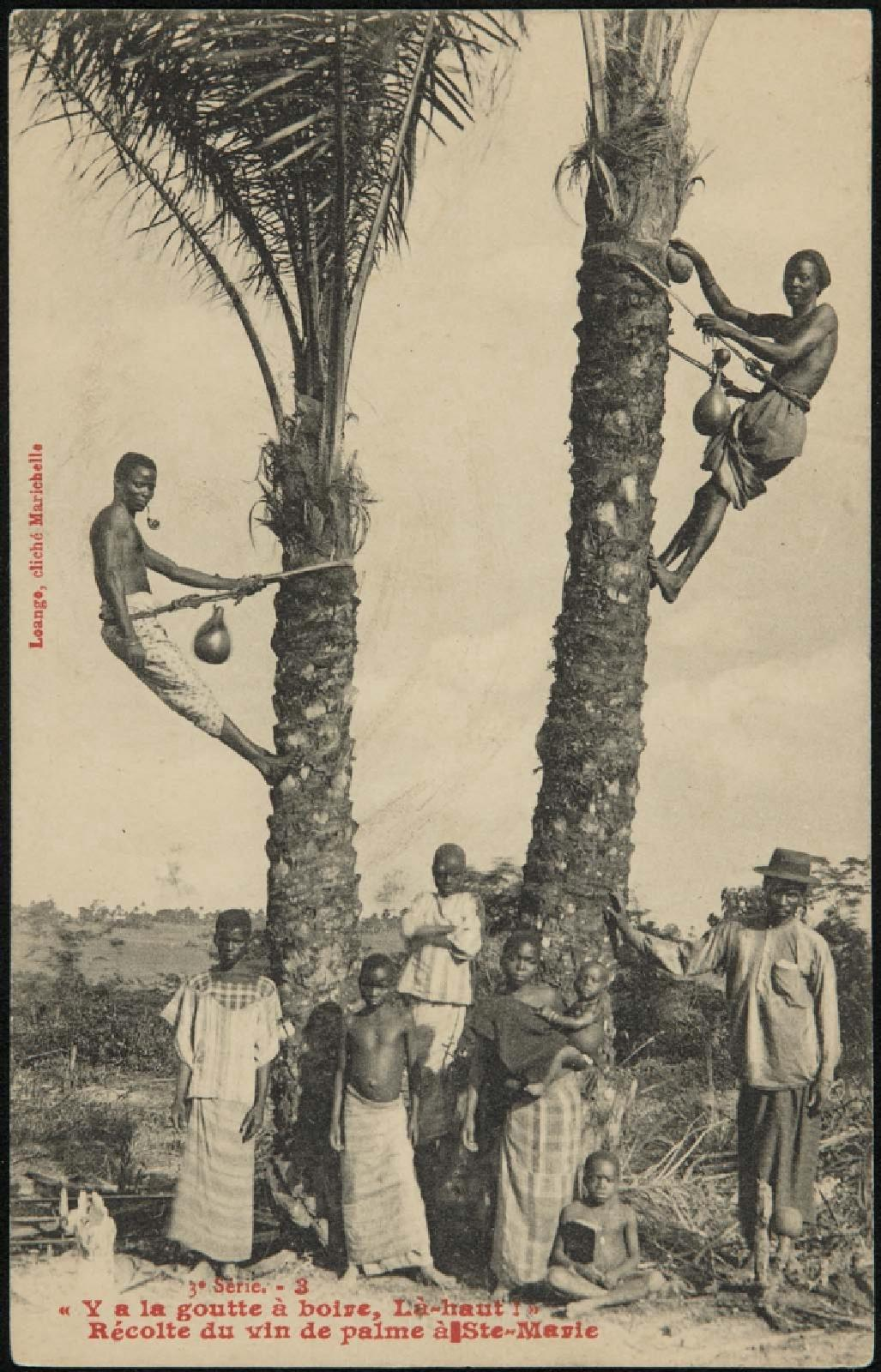
Le métier de recolteur de vin de palme à la mission Sainte-Marie (Loango) vers 1910, actuellement Madingo-Kayes

#### Ntoonu / Ntona
Premier jour de la semaine, il est consacré à tous les travaux agricoles (sauf les semis) et à la pêche, ainsi qu'au culte du nkisi, les mânes des ancêtres. Les enterrements ont lieu, suivis de la danse Masuku.

#### Nsilu
Second jour, il a la même destination que le premier. Les fétiches Mpumbu, Ngofo et Tchimpuka sont consultés. Les tubercules de manioc sont sortis de l'eau (rouissage).

#### Nduka
Toute activité est proscrite ce troisième jour, sous peine de mort pour les contrevenants (lufwa lu tchimpigu).  Les palabres (consultations des ancêtres) sont terminées.

#### Sona
C'est aussi un jour consacré aux activités, particulièrement pour les bisiela, les récolteurs de vin de palme (malafoutiers; de malafu " boisson alocolisée "), ma lafu me saambe, qui sont tenus de remettre dix litres du nectar aux propriétaires terriens mfumu si. Cette contribution stockée dans des calebasses, est appelée sona. 
Le vin de palme est utilisé lors des mariages, veillées mortuaires et des libations.
L'équipement du malafoutier se compose d'une sorte de baudrier ou de ceinture appelé "nkosi", lui permettant de grimper sur les troncs des palmiers. La partie dorsale est renforcée de façon à supporter le poids du récolteur qui progresse en s'arc-boutant avec ses pieds. Un couteau complète la panoplie, afin d'inciser les fruits du palmier (spathes). Le vin jadis stocké dans les calebasses l'est dans actuellement dans des contenants en verre ou en plastique.
Des accidents fatals sont fréquents à cause des chutes,.

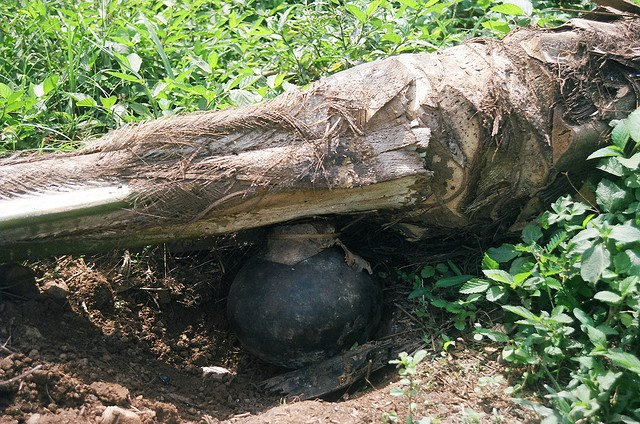
Récolte de vin de palme sur palmier abattu

Une autre technique consiste à abattre un palmier. Une fois couché, une grande entaille est réalisée à la jonction des feuilles de palmes et du tronc. Un récipient, généralement une dame-jeanne ou un bidon en plastique, est placé en dessous de l'entaille, enterré ou pas dans le sol, afin de recueillir le breuvage (sève). 
Pour la fermentation de cette boisson appelée li ndjib ou mburr, on utilise une racine végétale, généralement du gingembre, comme bouchon. Ce qui la rend aphrodisiaque.

Les femmes vont chercher de l'eau ou vendent sur le marché. Excepté les malafoutiers (expression congolaise pour désigner les récolteurs de vin de palme), c'est jour de repos pour les hommes.

### Adaptation au calendrier occidental
Les vili ont adapté leur calendrier au fur et à mesure de leurs échanges avec l'occident. Le dimanche est devenu jour de repos en ville, tandis que dans l'arrière pays, le troisième jour, à savoir le mercredi reste un jour de repos, conservant la coutume. Ce qui octroie donc d'un point de vue traditionnel, deux jours de repos,.  
La correspondance avec le calendrier occidental est apposé en face de chaque jour. En complétant avec les autres jours de la semaine, la nouvelle semaine vili devient :  
| Semaine traditionnelle vili | Nouvelle semaine vili | Autre nouvelle semaine vili | Semaine occidentale | Ordre |
| --------------------------- | --------------------- | --------------------------- | ------------------- | ----- |
| Ntoonu                      | Leendi                | Un'tône                     | Lundi               | 1er   |
| Nsilu                       | Tchimwali             | N'silu                      | Mardi               | 2e    |
| Nkoyo                       | Tchintatu             | Un'duk                      | Mercredi            | 3e    |
| Bukonzo                     | Tchina                | N'sone                      | Jeudi               | 4e    |
| Mpika                       | Tchintaanu            | Bukonz'                     | Vendredi            | 5e    |
| Nduka                       | Sabala                | Sab'l                       | Samedi              | 6e    |
| Sona                        | Lumingu               | Lumingu                     | Dimanche            | 7e    |

Les noms des jours traditionnels ont tous été remplacés.
Les nouveaux noms de la semaine, excepté Leendi (emprunté au français), Sabala et Lumingu (ces deux derniers venant du portugais) sont des décomptes ordinaux (Tchimwali (le deuxième), Tchintatu (le troisième), Tchina (le quatrième), Tchintaanu (le cinquième ... jour).
La présence des noms portugais s'explique par les contacts que les peuples Kongos du littoral (Royaume du Kongo, Royaume de Loango, Kakongo, Ngoyo) ont noué dès le XIVe siècle avec les portugais.
De nos jours, un calendrier existe, dans lequel, les mois, les jours et les prénoms de saints chrétiens ont été remplacés par des vocables vili.

### Le jour
Les vili divisent la journée en douze (12) périodes de deux heures chacune. Ils appellent cette période Lo ou plutôt Tchelo (du verbe ku tchele signifiant couper - pluriel Bilo -).
- De 18 heures à 20 heures, Tchelo Tchitombe Tchitombe ou la petite obscurité.

- De 20 heures à 22 heures, Tchelo Tchitombe ou l'obscurité.

- De 22 heures à minuit. Tchelo Kata Tchibwissi.

- De minuit à 2 heures du matin Mitchelo-Tchelo ou les petites boutures.

- De 2 heures à 4 heures Mwessi Tchelo ou la coupe de fumée.

- De 4 heures à 6 heures4 Mwessi. Fumée ou révélateur.

- De 6 heures à 8 heures Mbota Maula ou l'étoile Maula.

- De 8 heures à 10 heures, Lubashi Luaseka de la coutume de la corruption du peuple .

- De 10 heures à midi Mene Nguali (la-perdrix précoce) ou le matin.

- De midi à 14 heures, Tangu Mbata ou le soleil au-dessus de la tête, au sommet du crane.

- De 14 heures à 16 heures, Mbuku Lubwissi la naissance de la chute.

- De 16 heures à 18 heures Tangu Massika, le compte-à-rebours du naufrage du soleil.

La nuit, est appelée Bwilu, les profondeurs des cieux, et le jour, Lumbu / Tchilumbu, la profondeur terrestre.

## Temps historique
Alors que le calendrier vili a plutôt une utilité fonctionnelle orientéé vers les activités quotidiennes, le vili se repère dans l'espace temps au moyen de la mèmoire collective. Le passé, le plus souvent évoqué avec nostalgie, est remémoré par exemple au moyen de mythes. Les hauts faits des ancêtres et leur chronologie sont perçus en déchiffrant la toponymie des lieux-dits sur le terroir et sur l'arbre généalogique.